# Прескотт (тауншип, Миннесота)
Прескотт (англ. Prescott) — тауншип в округе Фэрибо, Миннесота, США. На 2000 год его население составило 222 человека.

## География
По данным Бюро переписи населения США площадь тауншипа составляет 93,5 км², из которых 93,1 км² занимает суша, а 0,5 км² — вода (0,50 %).

## Демография
По данным переписи населения 2000 года здесь находились 222 человека, 82 домохозяйства и 66 семей.  Плотность населения —  2,4 чел./км².  На территории тауншипа расположено 92 постройки со средней плотностью 1,0 построек на один квадратный километр. Расовый состав населения: 99,10 % белых, 0,90 % — других рас США. Испанцы или латиноамериканцы любой расы составляли 3,15 % от популяции тауншипа.
Из 82 домохозяйств в 34,1 % воспитывались дети до 18 лет, в 74,4 % проживали супружеские пары и в 19,5 % домохозяйств проживали несемейные люди. 19,5 % домохозяйств состояли из одного человека, при том 8,5 % из — одиноких пожилых людей старше 65 лет. Средний размер домохозяйства — 2,71, а семьи — 3,09 человека.
30,6 % населения — младше 18 лет, 2,7 % — в возрасте от 18 до 24 лет, 25,2 % — от 25 до 44, 23,4 % — от 45 до 64, и 18,0 % — старше 65 лет. Средний возраст — 40 лет. На каждые 100 женщин приходилось 111,4 мужчин.  На каждые 100 женщин старше 18 приходилось 116,9 мужчин.
Средний годовой доход домохозяйства составлял 48 571 доллар, а средний годовой доход семьи —  49 464 доллара. Средний доход мужчин —  28 125  долларов, в то время как у женщин — 23 750. Доход на душу населения составил 16 986 долларов. За чертой бедности находились 8,0 % семей и 8,4 % всего населения тауншипа, из которых 6,2 % младше 18 лет.